# ایست پوینت (فلوریدا)
ایست پوینت (به انگلیسی: Eastpoint) یک منطقهٔ مسکونی در ایالات متحده آمریکا است که در شهرستان فرانکلین، فلوریدا واقع شده‌است. ایست پوینت ۱۹ کیلومتر مربع مساحت و ۲٬۳۳۷ نفر جمعیت دارد و ۲ متر بالاتر از سطح دریا قرار دارد.